# Шахово (Нижегородская область)
Шахово — деревня в составе Можаров-Майданского сельсовета Пильнинского района Нижегородской области. Население 15 (2010) человек
Деревня располагается на левом берегу реки Суры близ устья Пьяны.

## Население
| 2002 | 2010 |
| ---- | ---- |
| 35   | ↘15  |

Национальный состав
Согласно результатам переписи 2002 года, в национальной структуре населения русские составляли  97 % из 35 человек.